# Истомин, Василий Иннокентьевич
Василий Иннокентьевич Истомин (1918—1943) — Гвардии старший лейтенант Рабоче-крестьянской Красной Армии, участник Великой Отечественной войны, Герой Советского Союза (1944).

## Биография
Василий Истомин родился 24 апреля 1918 года в селе Брянск (ныне — Кабанский район Бурятии). Получил начальное образование. Окончил курсы механизаторов в Итанцинской МТС. В 1938 году Истомин был призван на службу в Рабоче-крестьянскую Красную Армию. Службу проходил на Дальнем Востоке, в бухте Ольга.
С октября 1942 года — на фронтах Великой Отечественной войны. 20 марта 1943 года он окончил курсы младших лейтенантов. Принимал участие в боях на Юго-Западном и 3-м Украинском фронтах. К ноябрю 1943 года гвардии старший лейтенант Василий Истомин командовал ротой противотанковых ружей 185-го гвардейского стрелкового полка 60-й гвардейской стрелковой дивизии 6-й армии 3-го Украинского фронта. Отличился во время битвы за Днепр.
25 ноября 1943 года рота Истомина успешно переправилась через Днепр в районе села Разумовка Запорожского района Запорожской области Украинской ССР и захватила плацдарм на его западном берегу. В течение трёх дней Истомин со своей ротой удерживал занятые позиции, отражая немецкие контратаки.
28 ноября 1943 года он погиб в бою. Похоронен в Разумовке.
Указом Президиума Верховного Совета СССР от 22 февраля 1944 года за «умелое выполнение боевых задач, отвагу и мужество, проявленное в боях за Днепр» гвардии старший лейтенант Василий Истомин посмертно был удостоен высокого звания Героя Советского Союза. Также посмертно был награждён орденом Ленина.

## Память
- В честь В. И. Истомина названы:
  - главная улица с. Брянск (бывшая «Центральная», новое название «улица имени Истомина Василия Иннокентьевича»). Переименована в 1984 году.
  - 24 апреля 1975 года у школы в селе Брянск установлен бюст Героя.
  - улица в городе Запорожье (главная улица посёлка Верхняя Хортица).
- В 1956 году сёло Черкалово в Кабанском районе переименовано в Истомино[2].